# Max (Zeitschrift)
Max ist der Name einer in Hamburg herausgegebenen Zeitschrift, bis zu ihrer erstmaligen Einstellung im Besitz der MAX Verlag GmbH & Co. KG, welche Teil der Verlagsgruppe Milchstrasse war, welche wiederum seit dem Jahr 2004 zu 100 Prozent im Besitz der Hubert Burda Media war. Seit 2020 erscheint das Magazin vierteljährlich als Lizenzprodukt im italienischen Medienkonzern Rizzoli.

## Geschichte

### 1991–2012
Die Zeitschrift wurde im Jahr 1991 auf den Markt gebracht und erschien monatlich. Chefredakteur bis 1996 war Andreas Wrede.
Im November 2007 erschien die Zeitschrift erstmals, zusätzlich zur regulären Ausgabe, im Pocket-Format zum Preis von 1,80 Euro. Am 11. Januar 2008 gab Hubert Burda Media die Einstellung des Magazins bekannt. Der Markenname Max solle jedoch erhalten bleiben, etwa für die Publikation von Städteführern.
Im Jahr 2011 brachte der Verlag eine Einzelausgabe (One Shot) heraus. Die Redaktion bestand zum Teil aus Redaktionsmitgliedern des alten Magazins. 2012 erschien eine weitere Einzelausgabe (55 Gründe, das Leben gerade jetzt richtig gut zu finden), die von der Storyboard GmbH in München erstellt wurde.

### Neuauflage 2020
Im Jahr 2020 wurde Max unter dem italienischen Verleger Max Iannucci neu aufgelegt. Chefredakteur war erneut Andreas Wrede. Auf der ersten Ausgabe zur Neuauflage im Jahr 2020 machte die Max mit einem Split-Cover auf: Ein Teil der Auflage erschien mit Christoph Waltz auf dem Cover, dem auch die Titelgeschichte gewidmet ist, die allerdings im Heft ungewöhnlicherweise erst am Ende kommt. Der andere Teil der Auflage zeigt Stefanie Giesinger.
Seit der Neuauflage definiert sich die Max inhaltlich als ein Foto-, Popkultur- und Lifestyle-Magazin. Die Formulierung auf der Titelseite bezeichnet sie als Magazin für Lebensästhetik. Das Magazin erschien im Frühjahr 2020 zunächst auf Englisch in einer internationalen Ausgabe im Verlag Martin Fischer Medien GmbH. Seit Herbst 2021 führen Volker Andres, Martin Fischer und Peter Lewandowski die deutschsprachige MAX-Ausgabe als Lizenznehmer des italienischen Medienkonzerns Rizzoli aus Mailand eigenständig weiter. Im Sommer 2023 gab Gründungs-Chefredakteur Andreas Wrede die Chefredaktion an Michalis Pantelouris ab. Seit der Herbstausgabe 2020 ist eine deutschsprachige Ausgabe erhältlich, die ab 2021 vierteljährlich erscheint.

## Auflage
Die Druckauflage war laut IVW bis zur erstmaligen Einstellung kontinuierlich rückläufig. Wurden im dritten Quartal 2005 noch 250.393 Exemplare gedruckt, so waren es im vierten Quartal nur mehr 220.333. Speziell die Zahl der Abonnenten ging im selben Zeitraum von 19.958 auf 13.534 zurück.
Die deutschsprachige Herbstausgabe des Jahres 2020 hatte eine Auflage von 45.000 Exemplaren.

## Onlineauftritt
Die Onlineversion des Magazins bestand über den Einstellungstermin der Printausgabe im Jahr 2008 hin fort. Von Herbst 2011 bis Frühjahr 2012 wurden die Inhalte von Schülerinnen und Schülern der Deutschen Journalistenschule in München geliefert. Von Frühjahr 2012 bis Winter 2012 brachte max.de mit einer Ein-Mann-Redaktion Themen aus dem Bereich der Popkultur. Ab Winter 2012 wurde die Seite stärker in das Angebot der Tomorrow Focus Media GmbH integriert und richtete sich nach Wechsel der Redaktion wieder mehr auf Lifestyle-Themen aus. Ab März 2013 liefen auf der Seite lediglich automatisch importierte dpa-Meldungen aus den Bereichen Popkultur und Lifestyle ein.